# Compoundazione di materie plastiche
La compoundazione di materie plastiche, o plastic compounding, è la preparazione di formulazioni attraverso lo scioglimento e la miscelazione di polimeri allo stato fuso, additivi e/o cariche . Ci sono diversi criteri fondamentali per ottenere una miscela omogenea dalle differenti materie prime. La miscelazione dispersiva e distributiva così come il calore sono fattori importanti e avvengono attraverso l'utilizzo di estrusori bivite (co- e contro- rotanti) opportunamente settati.